# Fort de Brimont
Le fort de Brimont est l'un des nombreux forts construits autour de Reims après 1870 dans le cadre de la ceinture fortifiée du système Séré de Rivières construite pour faire de la ville une place forte d'arrière.

## Historique
Il est d'une ampleur considérable et fut  construit en 1876 sur le territoire de la commune de Brimont. Il est construit en expropriant, entre autres, la briqueterie qui s'y trouvait. L'endroit était choisi car il contrôlait le nord de Reims, la vallée de l'Aisne, le canal, les routes vers Laon, Rethel et les voies de chemin de fer vers ces villes. Son action défensive est renforcée par deux batteries annexes situées sur ses ailes, la batterie de Loivre et la batterie du Cran de Brimont.

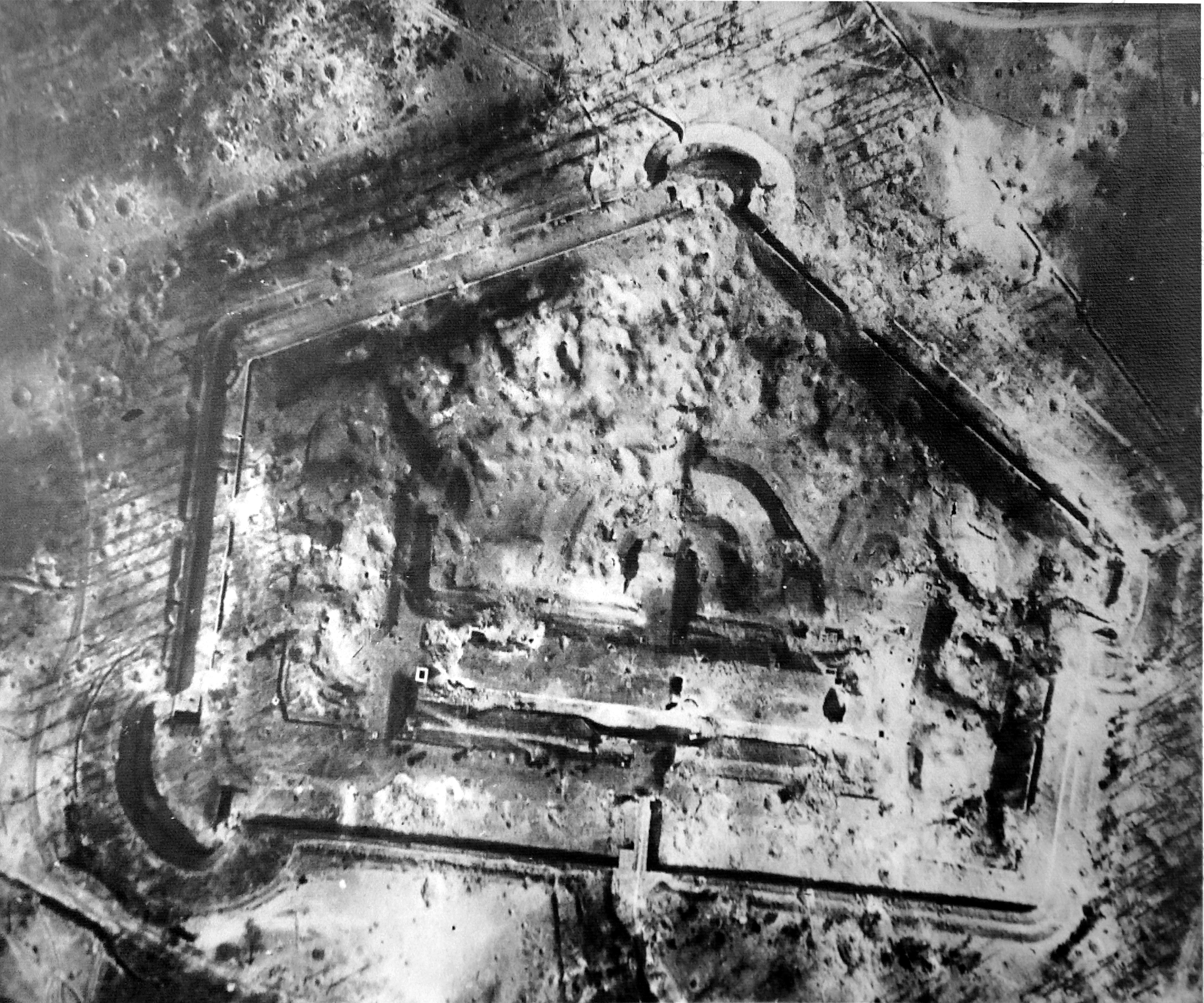
Sur une vue aérienne,
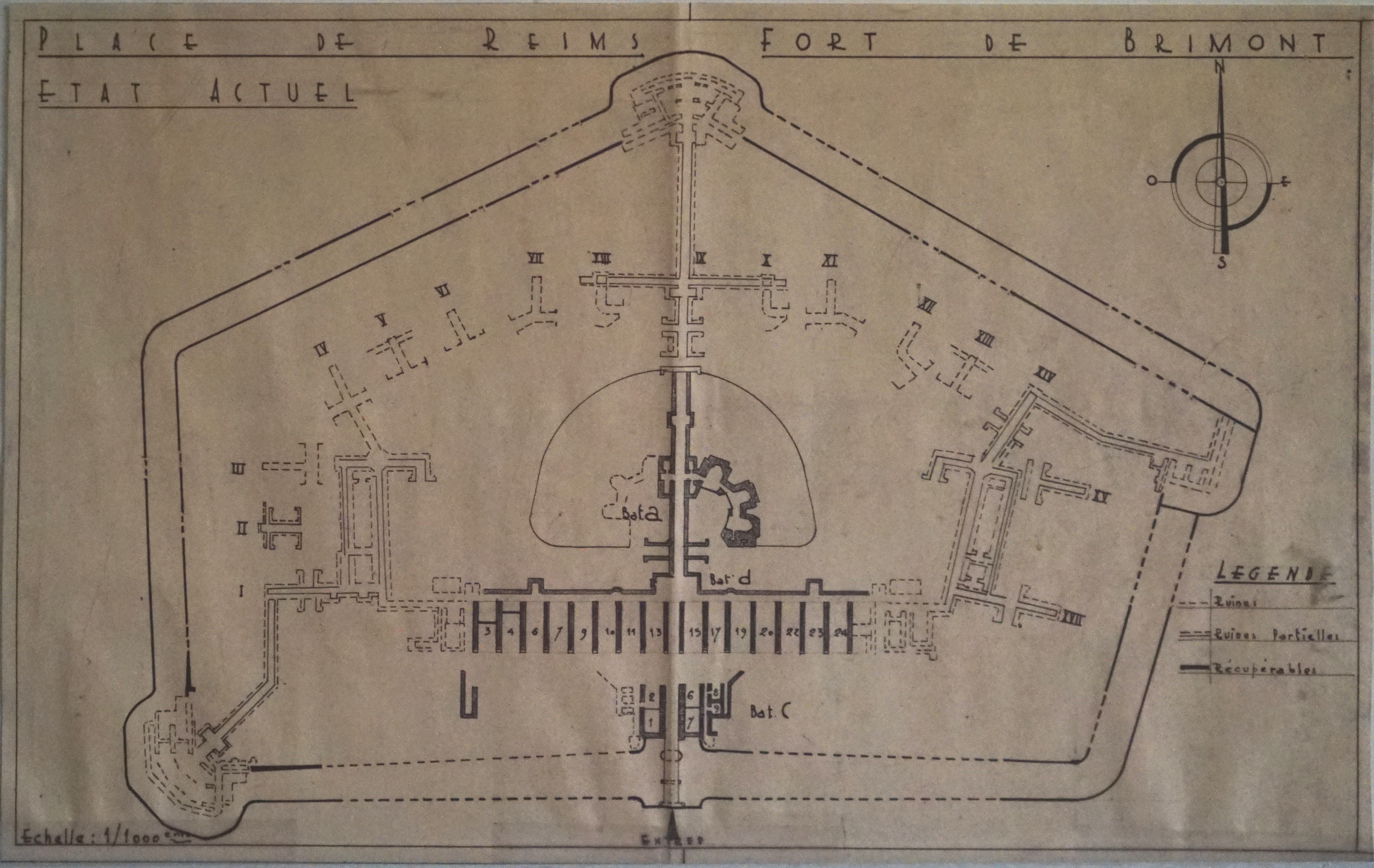
en plan,
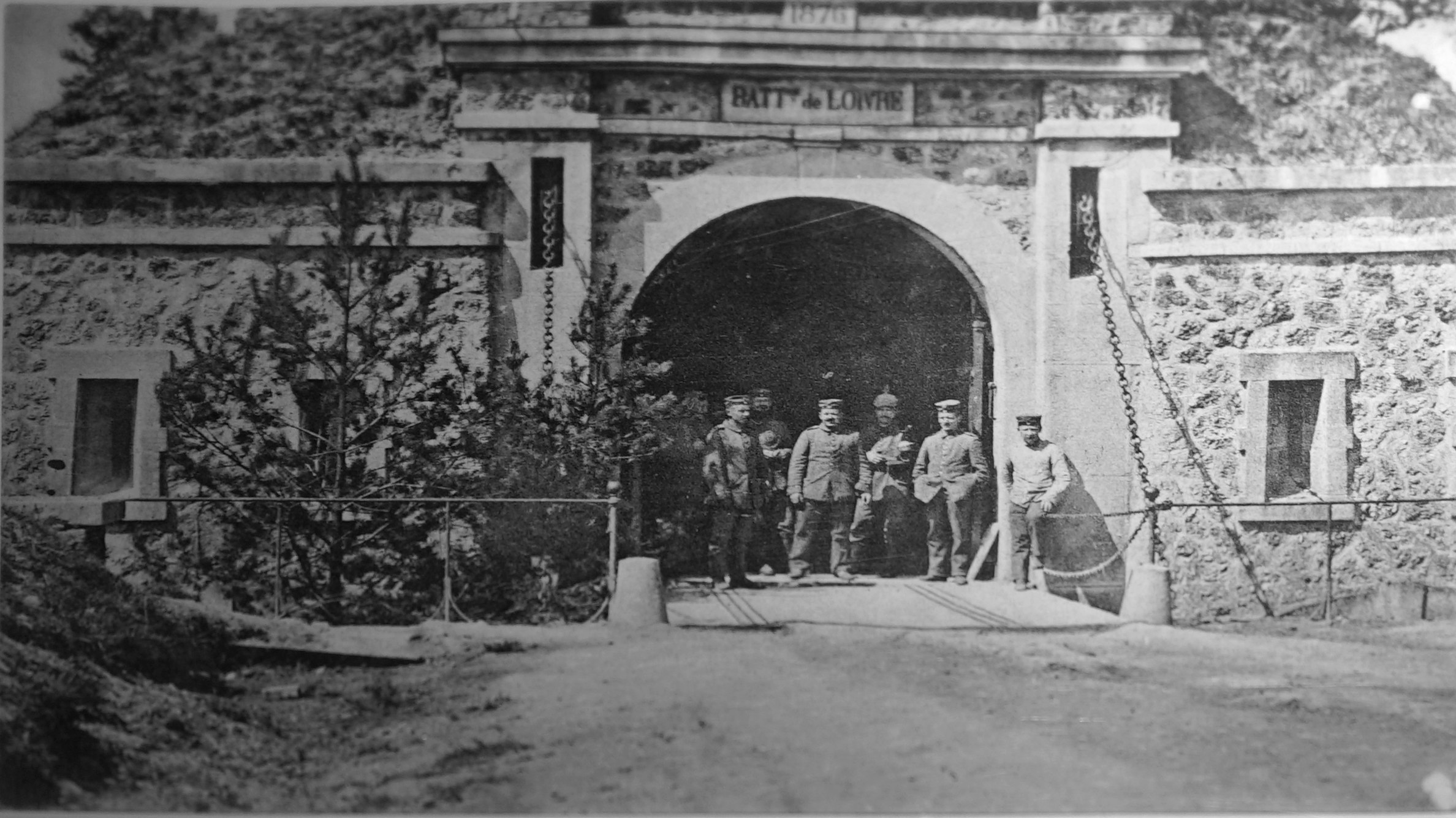
Batterie de Loivre,
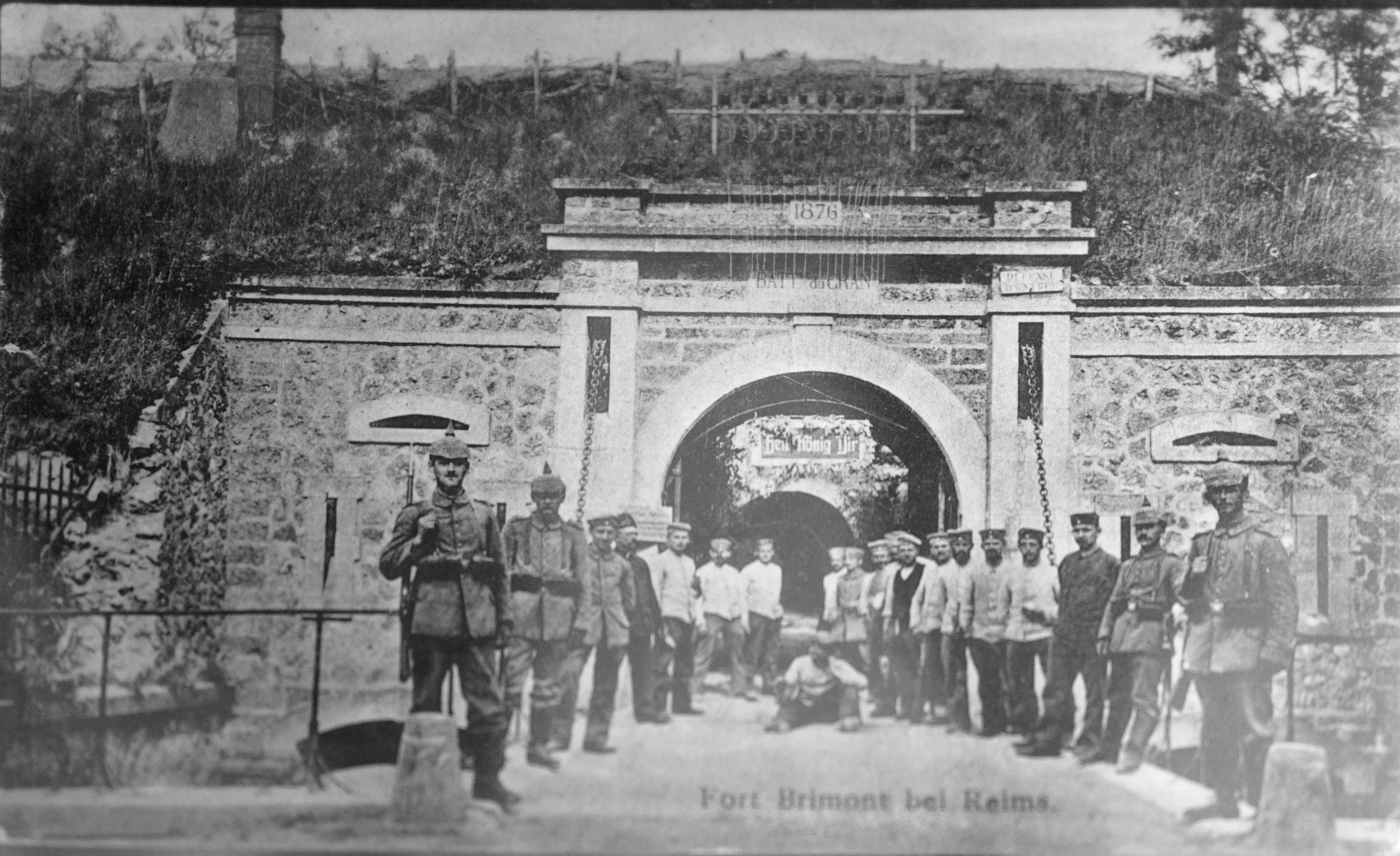
Batterie du cran.

### Description

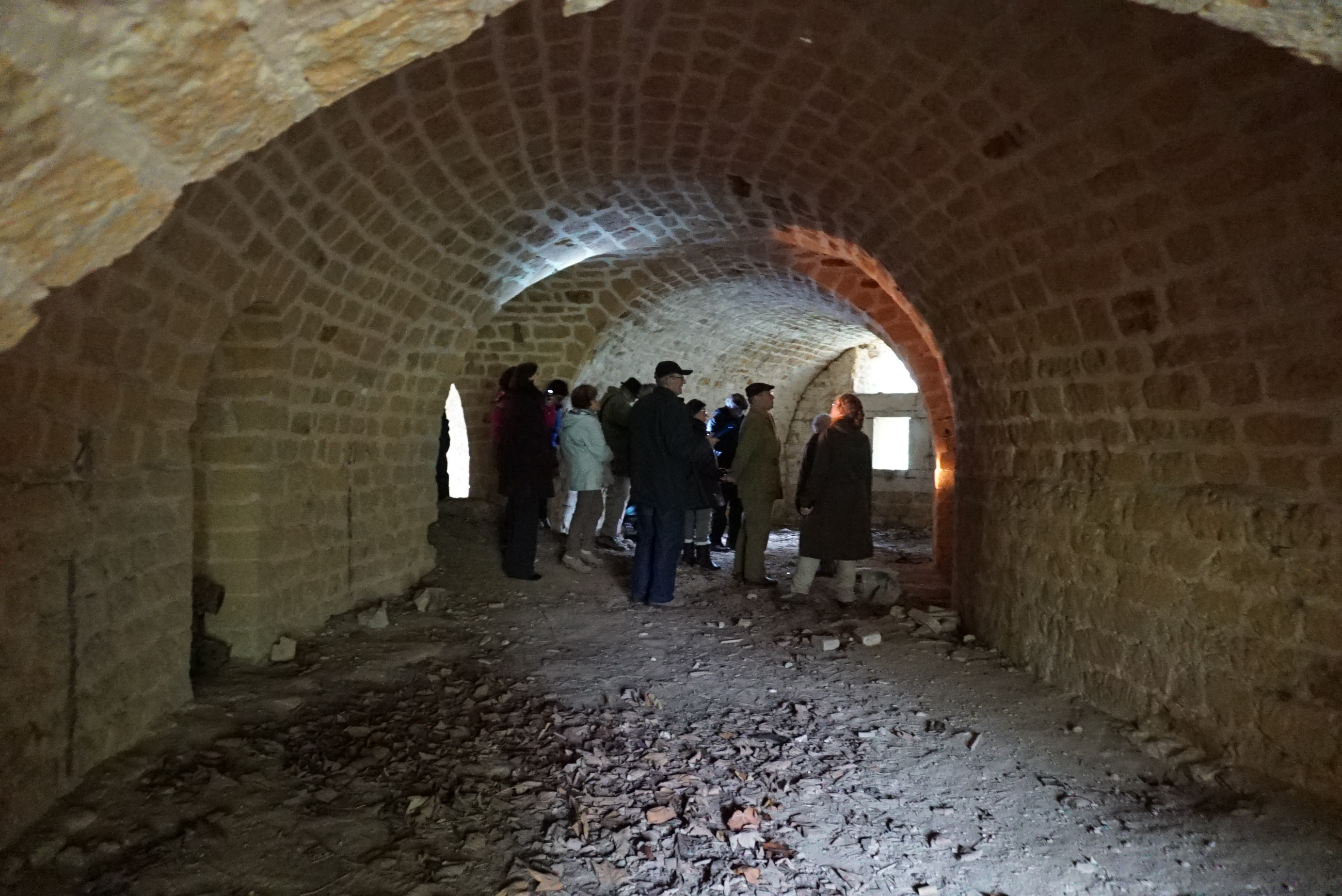
Intérieur de la double caponnière.

Son entrée se fait par la gorge orientée au sud par une poterne qui a un pont-levis sur un fossé qui en fait le tour. Large de quatre mètres et dont les escarpes et contrescarpes sont maçonnées en font au minimum trois et demi. Il est fait de moellons par une équipe de cinq cents personnes entre 1875 et 1877. Il est bâti sur une symétrie axiale, la partie est a pour différence la caponnière est qui est en plus et la poudrière qui est légèrement désaxée. 
Sur le dessus du fort-à-cavalier se trouvent les places de tir des canons de Bange qui sont séparées par des abris sous traverse : levées de terre qui couvrent des tunnels maçonnés ; en ces tunnels se trouvent les réserves d'approche de munitions.
La porte d'entrée est formée d'un pont basculant, d'une herse et de plusieurs pièces sur chaque côté. Débouchant sur la place de vie principale où se trouvent les lieux principaux de vie, forge, écurie, cuisine et les casernements. Situés sur deux niveaux, ils se trouvent appuyés dans la masse centrale du fort, avec une vue sur la cour et un accès protégé par l'intérieur.

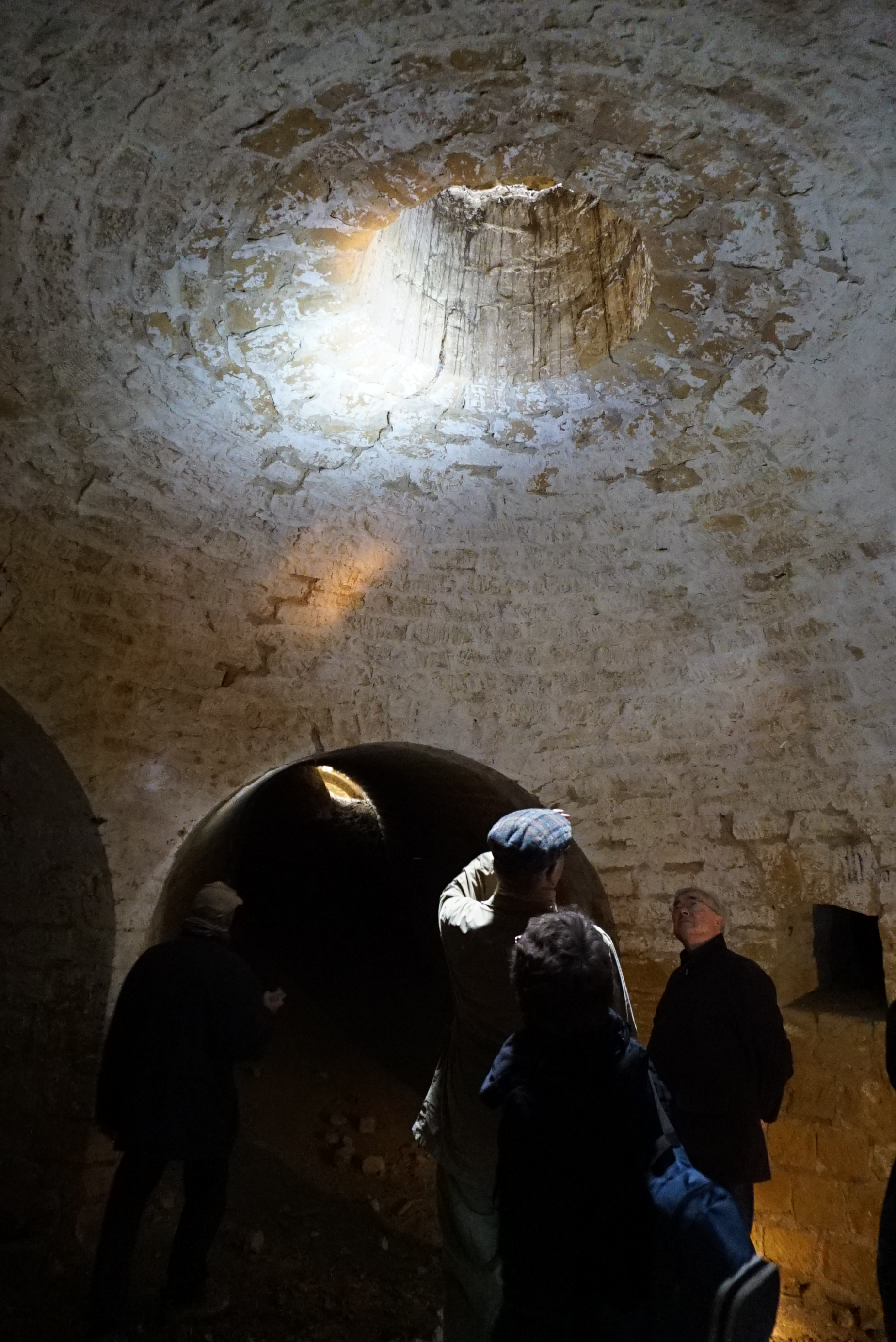
Coupole centrale.

Depuis le casernement, l'intérieur du fort est desservi par un tunnel est/ouest qui permet d'arriver aux caponnières et une poudrière. Un se dirige vers le nord qui aboutit à un dôme où six places de tir sous abris peuvent être ouvertes en temps de crise. Puis aux pièces qui desservent la caponnière nord.

### Déclassement
Ce système fut rendu obsolète par les progrès des canons et poudres ; ne pouvant être modernisée comme les forts de Toul ou Verdun, la place fut démantelée dans les années 1910. Étant facilement pris en 1914, il est abandonné par le recul français lors de la Grande Retraite de septembre 1914. Il est resté dans les mains allemandes pendant la majorité de la Première Guerre mondiale et il fut utilisé pour garder les prisonniers français. Lieux d'intenses combats lors de l'offensive Nivelle.
Entre les deux guerres, il sert en premier comme hébergement pour les familles sinistrées, puis comme carrière de pierres pour la reconstruction du village. Le 61e RA s'y retranchait  le 10 juin 1940 ayant subi les bombardements des Stukas allemands. En 1944, il était un dépôt de l'armée et une base radar de la BA 112.

## Images

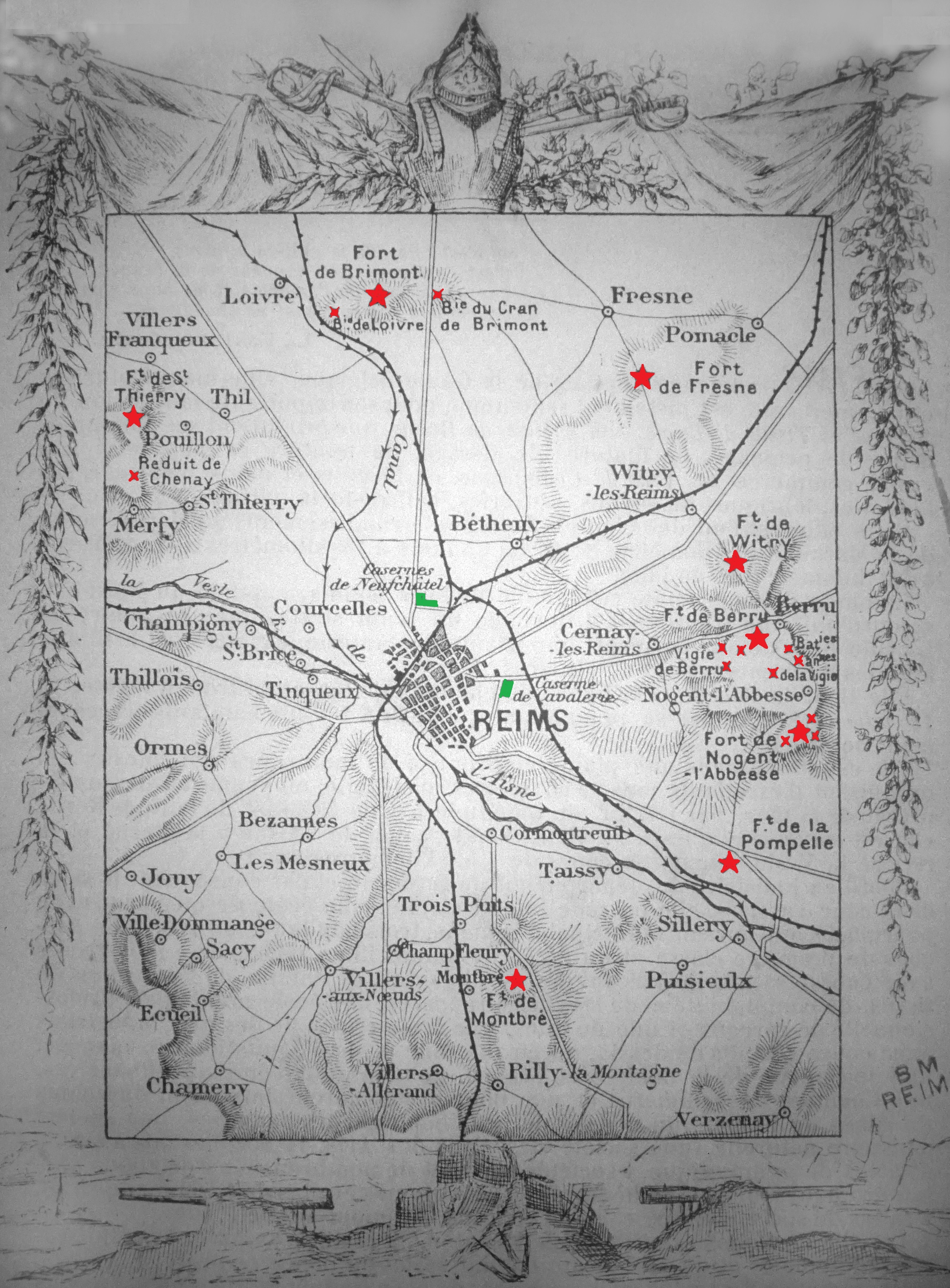
Étoile rouge du haut,
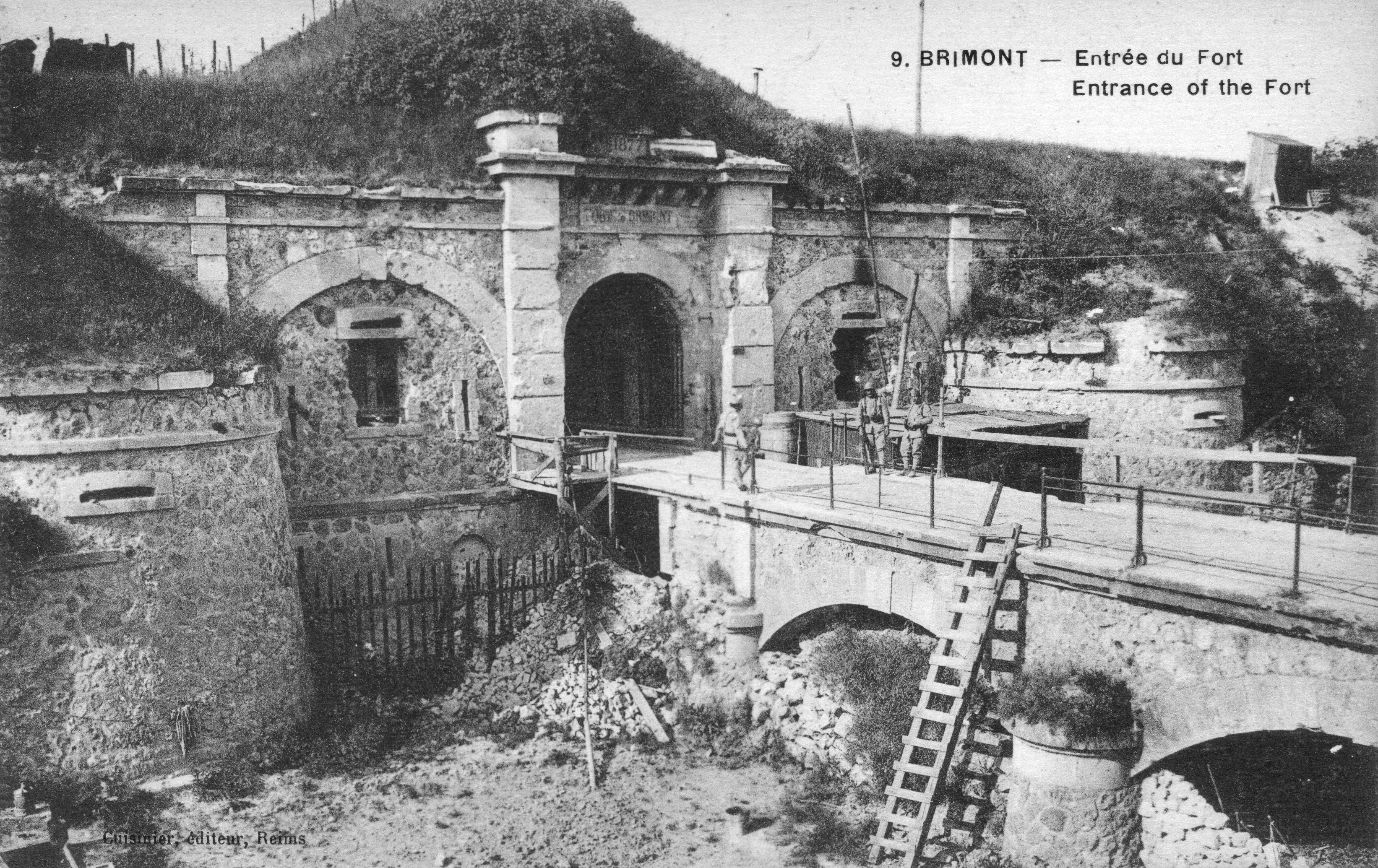
Entrée du fort en 1918
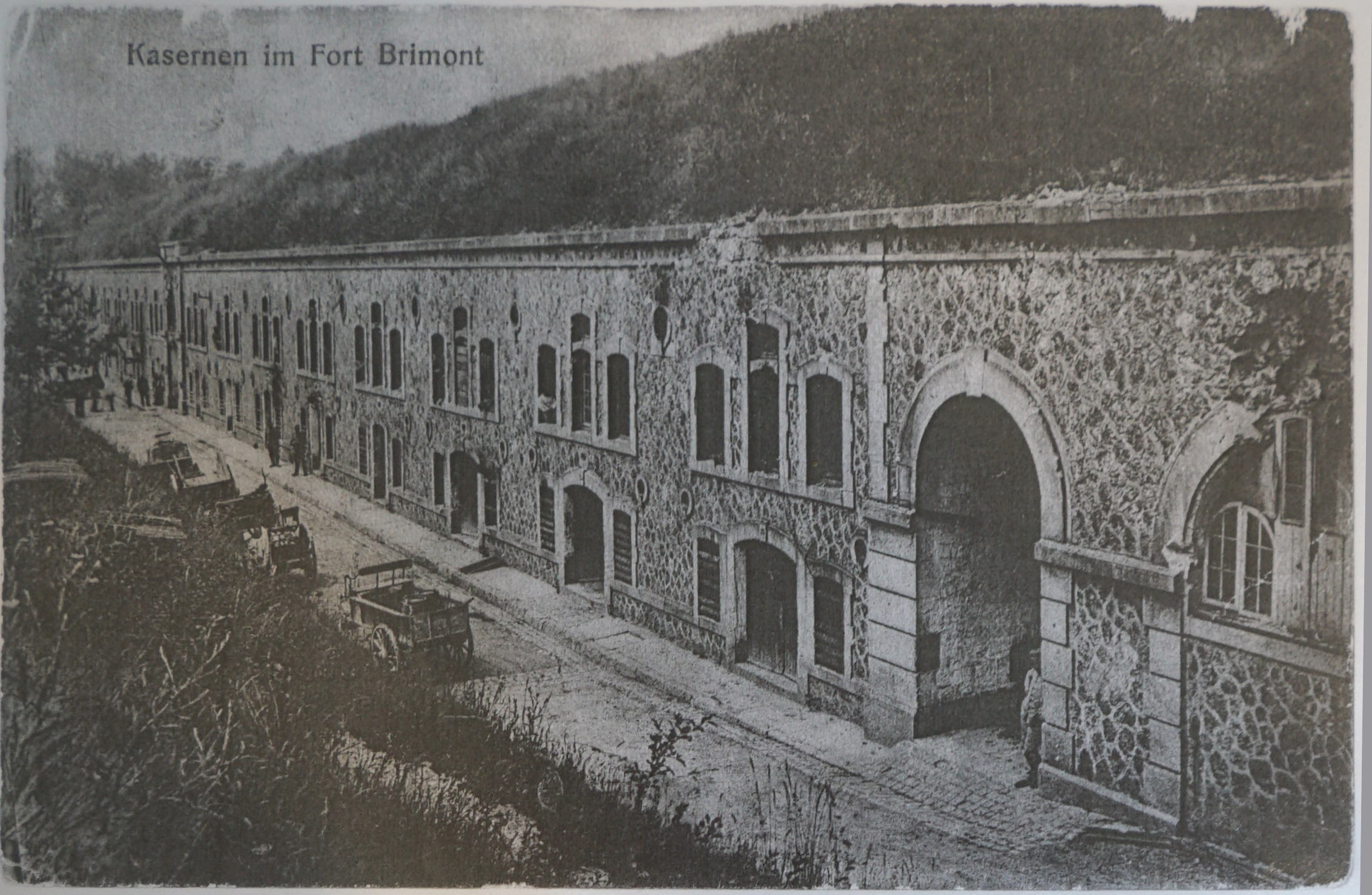
Cantonnements
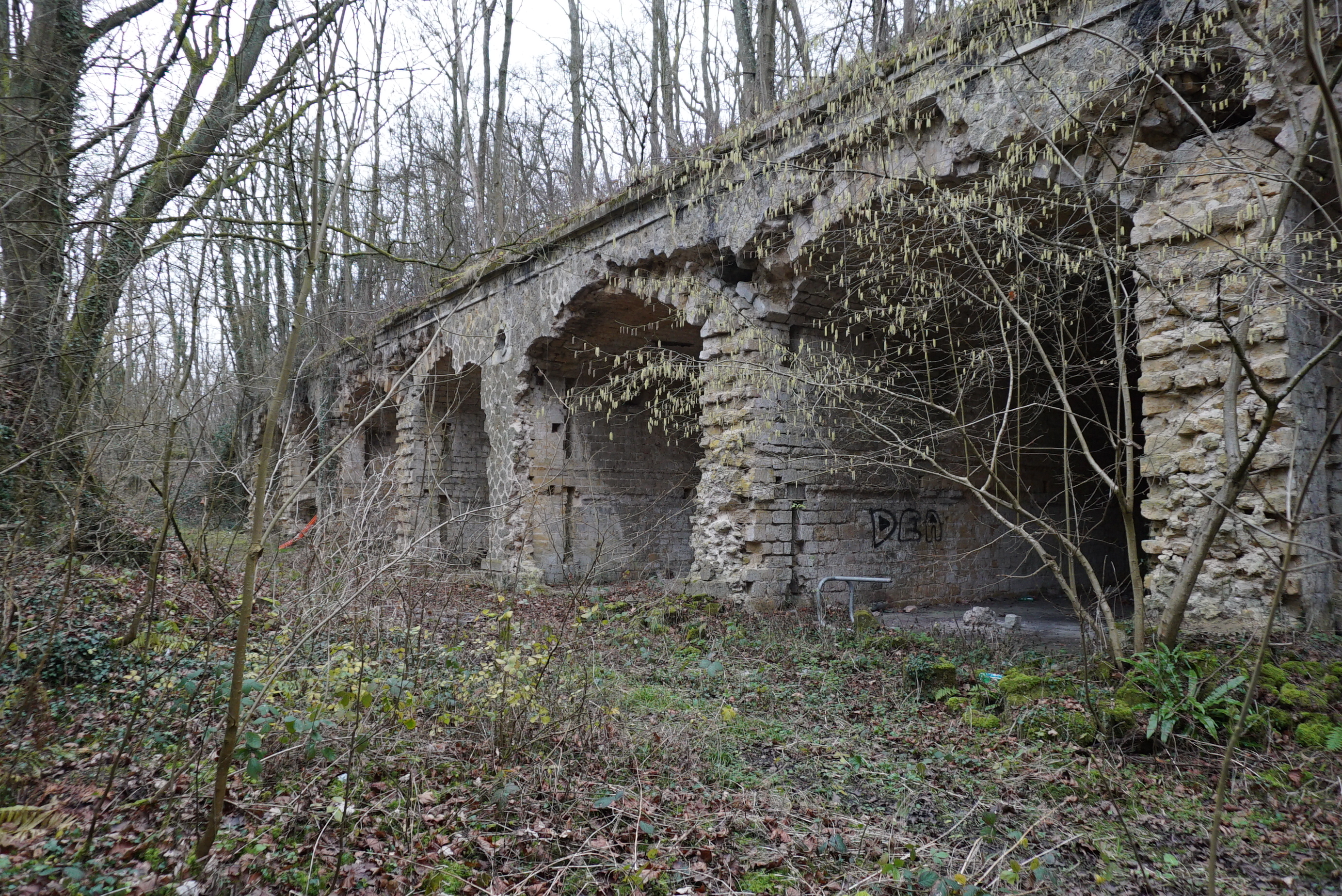
Vu aujourd'hui
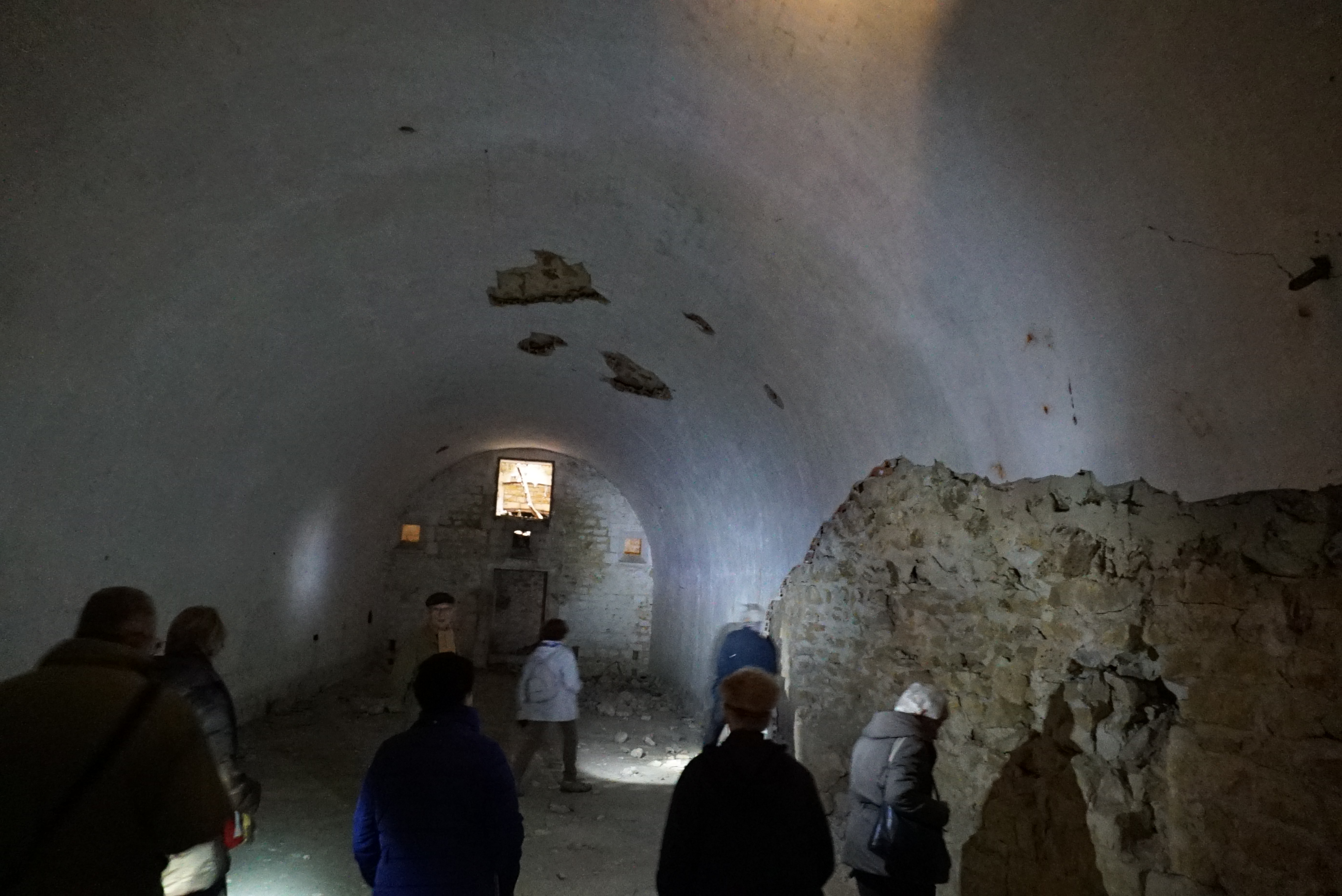
La poudrière,
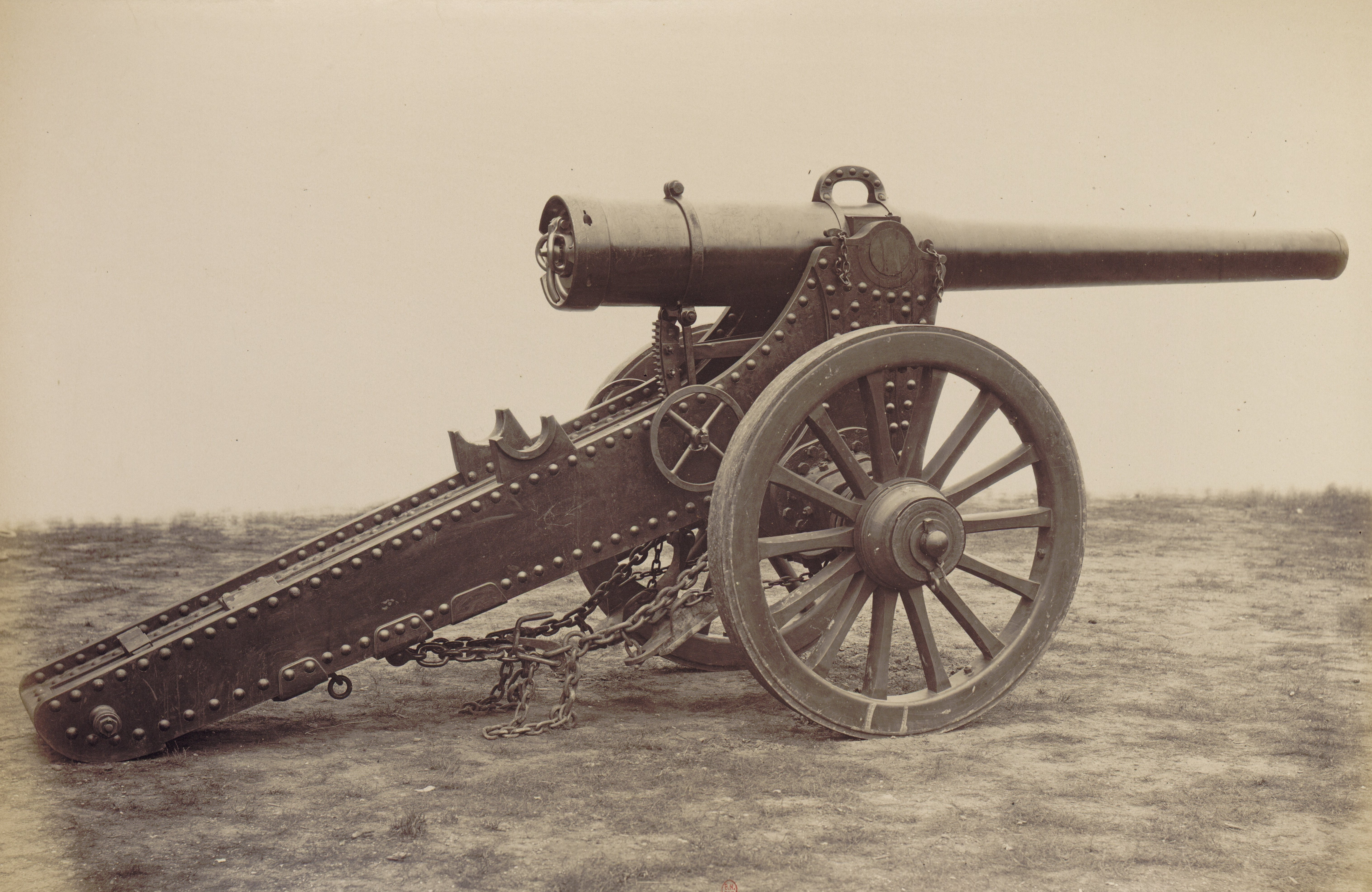
Canon de 155 mm de Bange sur affût de siège.
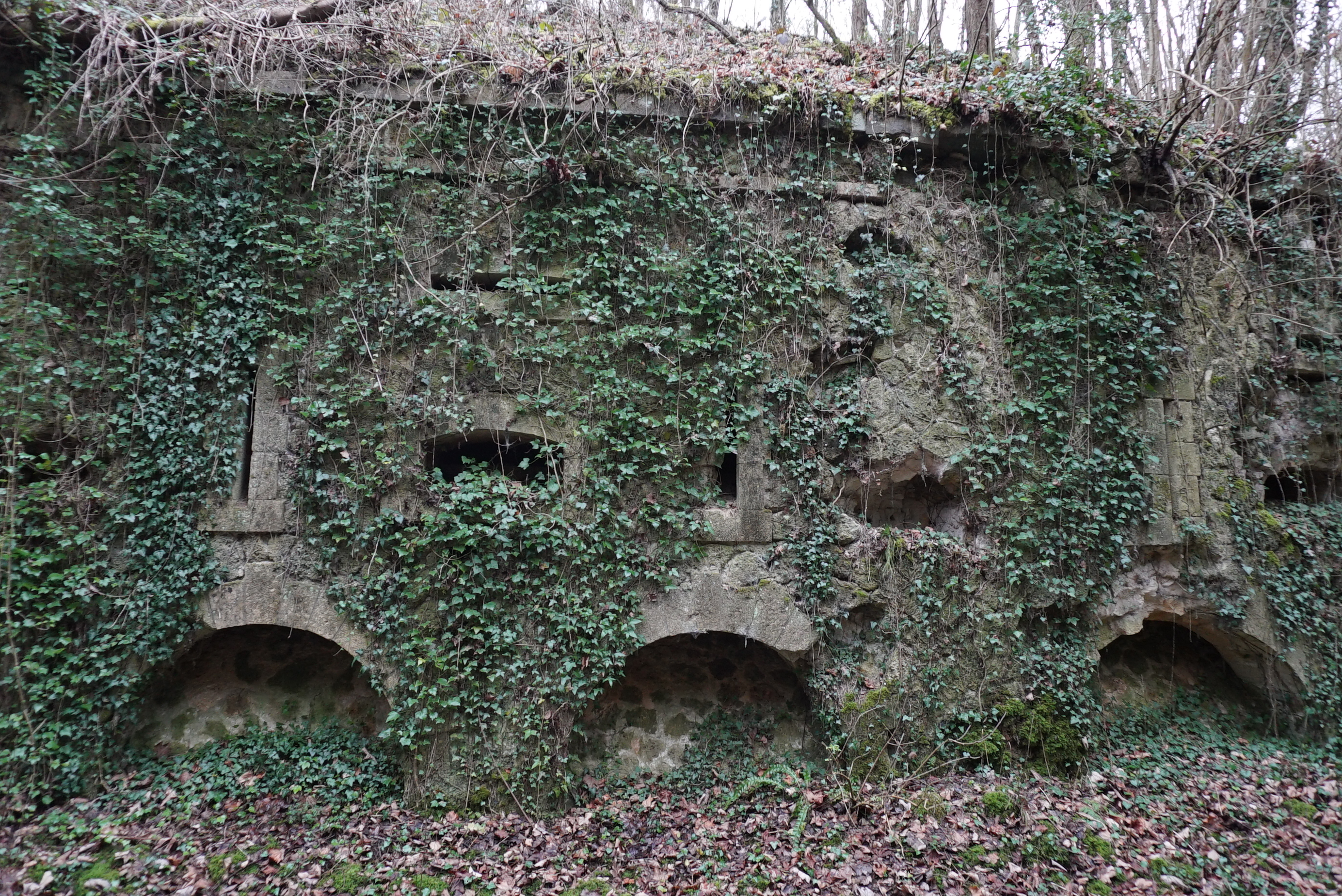
Face nord de la caponnière double.